# Gegen den Strom (2018)
Gegen den Strom (Originaltitel Kona fer í stríð) ist eine isländische Filmkomödie von Benedikt Erlingsson, die 2018 bei den Filmfestspielen in Cannes uraufgeführt wurde und am 13. Dezember 2018 in den deutschen Kinos anlief.

## Handlung
Die Endvierzigerin Halla ist nicht nur Chorleiterin in Reykjavík, sondern führt auch ein geheimes Doppelleben als gerissene Öko-Aktivistin. Im Alleingang kappt sie die Hochspannungsleitungen der lokalen Aluminiumfabrik. Auf dem Rückweg von den Anschlagsorten wird sie von der Polizei mehrfach mit Suchhunden, Hubschraubern und Drohnen verfolgt. Eine Drohne kann sie mit Pfeil und Bogen harpunieren, zu sich herunterziehen und zerstören. Den Hubschraubern entgeht sie, indem sie sich  das Fell eines verendeten Schafs überwirft und sich vor den Infrarotkameras in einem eiskalten Gebirgsbach in Sicherheit bringt. Der Bauer und Schafhalter Sveinbjörn hilft ihr wiederholt, unerkannt durch die Polizeikontrollen zu kommen, und wird am Ende ihr Freund und Komplize.
Sie wirft Bekennerschreiben vom Dach der Universität und unterschreibt als „Bergfrau“. Bald wird sie landesweit von der Polizei gesucht und ihre Ein-Frau-Aktionen werden in den Medien als „Akte ausländischer Terrorgruppen“ diskreditiert, weil Halla internationale Bergbaukonzerne wie Rio Tinto Group und chinesische Investoren abschreckt, die von der heimischen Regierung unterwürfig hofiert werden.
Als Hallas Antrag auf Adoption eines Kindes nach vier Jahren Wartezeit überraschend stattgegeben wird, muss sie sich zwischen ihrem zukünftigen Mutterglück mit der ukrainischen vierjährigen Nika und ihrer tiefen Überzeugung als Umweltaktivistin entscheiden. Sie wählt allerdings beides, kann das aber nur mit Hilfe ihrer eineiigen Zwillingsschwester Ása verwirklichen.
Auf dem Weg in die Ukraine zu ihrem Adoptivkind wird nach einem ihrer Anschläge überraschend eine zusätzliche DNA-Untersuchung in Form einer Speichelprobe am Flughafen von Keflavík durchgeführt, sodass sie vor der Ausreisekontrolle umkehrt. Im Radio des Taxis hört sie den Fahndungsaufruf für sich selbst. Nachdem ihre Schwester infolge der DNA-Untersuchung fälschlicherweise verhaftet wurde, wird auch sie gestellt und kommt in Untersuchungshaft. Dort wird sie von ihrer Schwester Ása besucht. Beide tauschen bei einem von Sveinbjörn ausgelösten Stromausfall die Kleidung und ihre Identitäten. Ása hatte sich ohnehin vorgenommen, eine zweijährige Auszeit in einem indischen Ashram zu nehmen, und erklärt, diese innere Einkehr sei ihr genauso gut auch im Gefängnis möglich. Halla fliegt in die Ukraine, um die ihr zugewiesene Nika nach Island zu holen.
Auf der Rückfahrt aus dem Kinderheim bleibt der Bus wegen starker Regenfälle auf einer überschwemmten Straße stecken. Die Passagiere müssen aussteigen und durch das brusttiefe Wasser waten. Halla trägt das Mädchen auf ihren Schultern.
Mit dieser offenen Sequenz endet der Film.

## Stilmittel
Die Hauptfigur wird in der Erzählung mehrfach von einer dreiköpfigen isländischen Band abwechselnd mit drei ukrainischen Sängerinnen in traditioneller Kleidung begleitet, die – obwohl sie nur für die musikalische Untermalung sorgen – als ironische Brechung im Film sichtbar werden. Sie werden aber nur in absurden Details zum Bestandteil der Handlung, z. B. beim Einschalten des Fernsehers.
Als „running gag“ wird der kubanische Fahrradtourist Juan Camilo mehrfach von der Polizei brutal verhaftet, obwohl er völlig unschuldig ist, sich aber jeweils zufällig in der Nähe von Hallas Anschlagsorten aufhält.

## Produktion
Die Schauspielerin Halldóra Geirharðsdóttir spielt in einer Doppelrolle die Hauptfiguren Halla und deren Schwester Ása.

## Rezeption
Die Lübecker Nachrichten urteilten lobend, dass diesen Film seine Wärme, sein Witz, sein skurriler Humor, sein Tiefgang, seine Kurzweiligkeit und nicht zuletzt die großartigen Landschaftsaufnahmen auszeichneten. Die Rezension im SHZ assoziierte, „die Parallelen zu den Konflikten rund um die geplante Rodung des Hambacher Forstes sind offensichtlich“, während der britische Guardian die komödiantische Wirkung der Musiker im Bild als leicht ablenkend empfand.

## Auszeichnungen
- Prix SACD 2018 für das Drehbuch (Semaine de la Critique)[6]
- Art Cinema Award 2018 des Filmfest Hamburg[7]
- NDR-Filmpreis, Publikumspreis der nordischen Filmtage, Baltischer Filmpreis und Interfilm-Preis[8]
- Lux Filmpreis 2018 des europäischen Parlaments[9]